# Ilmatar
Ilmatar, hija de Ilma, también conocida como Luonnotar, es la diosa hacedora de la mitología finlandesa. Según el contexto proverbial del mito del pueblo finlandés, en un comienzo existió, solo Ilmatar en un gigantesco abismo marino, vacío. Allí ella se dedica solo a observar y contar los arcos iris y a permitir que el viento acaricie su pelo. 
Después de esta etapa de contemplación, ella inicia un interminable periplo a través de los siglos sobre la extensión cósmica, deseando tener un hijo. Su melancolía fue tan grande que el viento del este se compadeció de ella. El viento del este, inicia, entonces, un intenso y alborotado romance amatorio con Ilmatar quien, complacida y alabada, termina totalmente agotada e inconsciente. Después de este episodio, en sus entrañas se engendra ya Väinämöinen, el hijo del viento, que posteriormente será, el gran héroe rapsoda del Kalevala.
Durante el mismo período, en su estado de preñez, un águila anida sobre sus rodillas y allí éste incuba sus huevos. Después de un cierto tiempo Ilmatar está acalambrada de tanta inmovilidad; lenta y cuidadosamente, comienza, entonces, a estirar sus piernas, y de esta manera, inevitablemente, los siete huevos del nido, caen al embravecido mar.
De las cáscaras de los huevos, surgirán el cielo y la tierra. Las yemas formarán el sol y las claras, la luna. El resto de los trozos dispersos se transformarán en las estrellas. Por la tarde, Luonnotar concebirá los mares y los continentes.
En 1913, el músico nacional de Finlandia, Jean Sibelius compuso el poema sinfónico para soprano y orquesta Luonnotar, Opus 70.